# Porta della Monnaie
La porta della Monnaie (in francese porte de la Monnaie) è una porta storica di Bordeaux costruita in stile classicista da André Portier alla metà del XVIII secolo e situata sulla riva della Garonna.